# حاجیه خانم گرگری
حاجیه خانم گرگری (زاده لیوارجان) از معدود زنان حکومت‌گر ایرانی در عصر قاجاریه و حکمران مقتدر محال گرگر(هادیشهر کنونی) واقع در حوالی مرز جلفا بود و در عصر ناصرالدین شاه با کمال جذبه و اقتدار بر این منطقه و نواحی اطراف آن حکمفرمایی می‌کرد.

## اشارات به وی
مخبرالسلطنه هدایت در کتاب معروف خاطرات و خطرات ضمن شرح مشاهدات خویش در زمان بازگشتش از فرنگ از حاجیه خانم گرگری با عنوان حاکم گرگر یاد می‌کند و می‌نویسد:
در دو فرسخی جلفا، گرگر محلی است، حکومت این حدود با حاجیه خانم گرگری است. مردم از او راضی هستند، چوب و فلکش معروفست، «تا نباشد چوب تر فرمان نبرد گاو و خر» زنهای هنرمند بوده‌اند، اما از یک گل بهار نمی‌شود.— خاطرات و خطرات، ص ۳۰
در بخشی از خاطرات حاج حبیب‌الله شاپوری گرگری از این بانوی حکومت‌گر ایرانی با عنوان «حاجیه خانم گرگری لیوارجانی الااصل، حاکم گرگر» یاد شده‌است. وی همچنین به ملاقات ناصرالدین شاه با وی در سفر سوم ناصرالدین شاه به فرنگ اشاره دارد و از آنجا که سفر سوم ناصرالدین شاه به فرنگ در سال ۱۳۰۶ هجری قمری صورت گرفته تاریخ حکومت وی در آن منطقه باید به همین سالها مربوط باشد.
همچنین به نوشته ناصرالدین‌شاه در روزنامه خاطرات ناصرالدین شاه در سفر سوم فرنگستان رعیت‌های روستایی به نام قشلاق «از دست قلی خان سرتیپ شان که نوه حاجی خانم است شکایت داشتند» و «به امیرنظام حکم شد به عرض شان رسیدگی کند.» وی در مورد ملاقاتش با حاجیه خانم می‌نویسد:
جلوی ما ده کرکر و لیوارجان که هر دو چسبیده بودند به هم، خیلی خوب دهات معتبری بود، حاجی خانم در لیوارجان می‌نشیند، بالای سر لیوارجان یک کوه بسیار بلند برف داری است، کوه خیلی خوبی است [...] تلگرافخانه و بناهای خوب ساخته‌اند بسیار باشکوه، حاجی خانم زن مرحوم محمدرضاخان کرکری آمده بود دیده شد، خیلی پیر است، قلی خان سرتیپ پسر رحیم خان مرحوم نوه این زن است .— روزنامه خاطرات ناصرالدین شاه، در سفر سوم فرنگستان
پس از آن ناصرالدین‌شاه و کاروانش دو قایق از حاجی‌خانم می‌گیرند تا از رود ارس عبور کنند: «قایق ما را از دم همان درخت ول کردند، راست ما را به جزیره آورده آنجا پائین آمدیم سوار قایق دیگر شدیم که باسیم می‌رود، از آنهم بحمدلّله به سلامت گذشته وارد خاک روس شدیم، این قایق‌ها هر دو مال حاجی‌خانم کرکریست»
بنا بر گفته میرزا قهرمان امین لشکر، حاجی خانم گرگری همشیره حاجی حسینقلی خان پسر قدرت خان بوده و منزل لیوارجان متعلق بدو بوده‌است؛ و بعد از او رحیم خان سرتیپ گرگری بر سر کار می‌آید.